# 新英格兰音乐学院
新英格兰音乐学院（英語：New England Conservatory of Music）是位于美国马萨诸塞州波士顿亨廷顿大道的一所音乐学院，也是美国最古老的独立音乐学院。它是美国最好的音乐学院之一，也是唯一校區被评为美国国家历史名胜的音乐学院。

## 历史
创建于1867年，与波士顿交响大厅仅一个街区之隔。提供哈佛大学和塔夫茨大学的五年双学位项目。

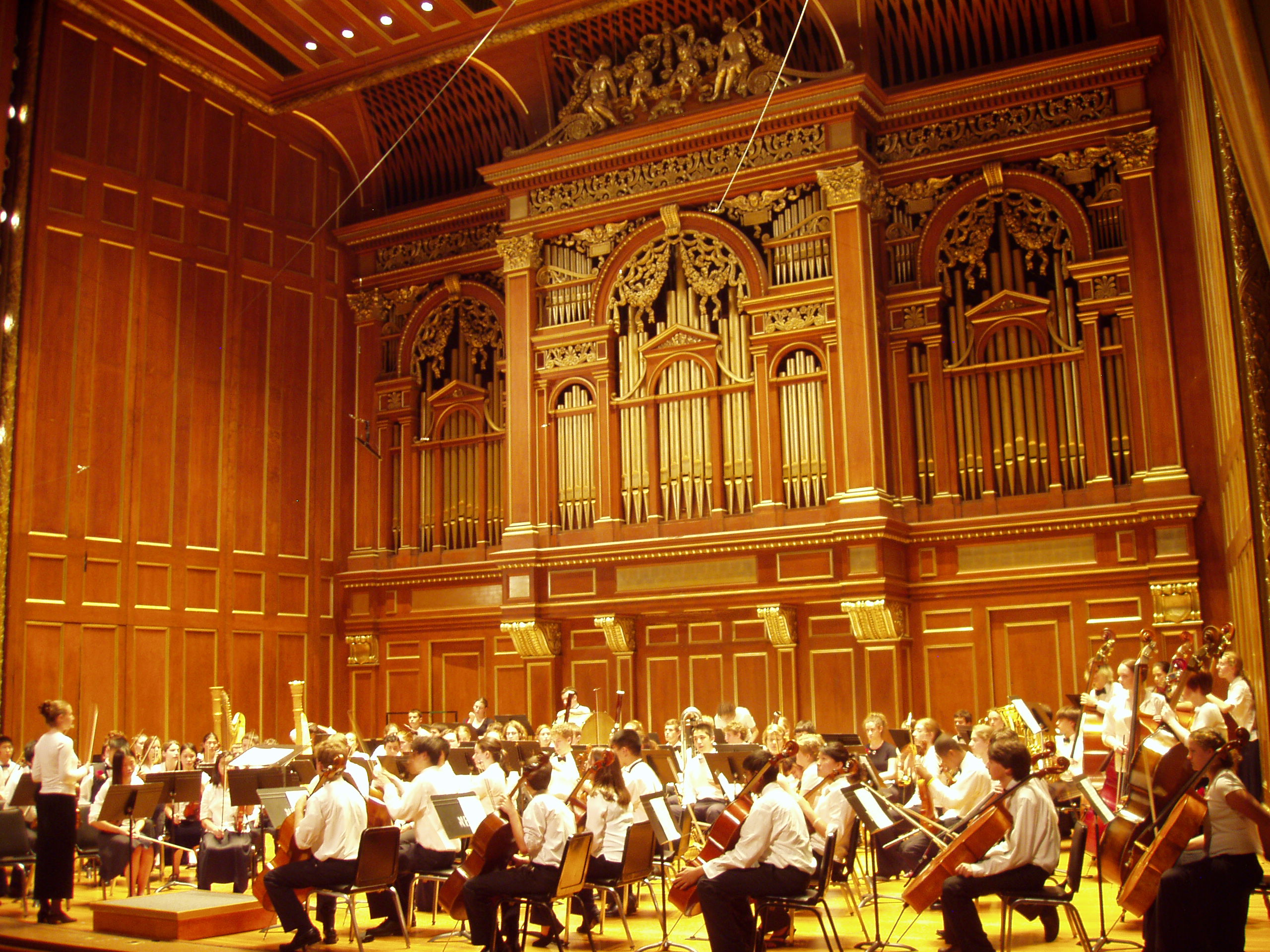
约旦厅演奏